# Tor-Marius Gromstad
Tor-Marius Gromstad (Arendal, 8 juli 1989 – Oslo, 12 mei 2012) was een Noorse voetballer die speelde voor de voetbalploeg Stabæk Fotball die uitkomt in Tippeligaen, de hoogste voetbaldivisie in Noorwegen. Hij kwam in 2007 over van het in 2008 failliet gegane FK Arendal. Tor-Marius Gromstad speelde in totaal 43 wedstrijden, waarvan 29 meteen in de basis. 
Tor-Marius Gromstad werd op 12 mei voor het laatst gezien toen hij het appartement van zijn broer verliet. Hij werd dezelfde avond nog vermist. Hij werd op 14 mei dood gevonden op een bouwplaats.